# پوک، چوکوتکا
شهر پِوِک (به روسی: Певек) در کشور روسیه و در اوکروگ چوکوتکا اوتونوموس واقع شده‌است.

## نگارخانه

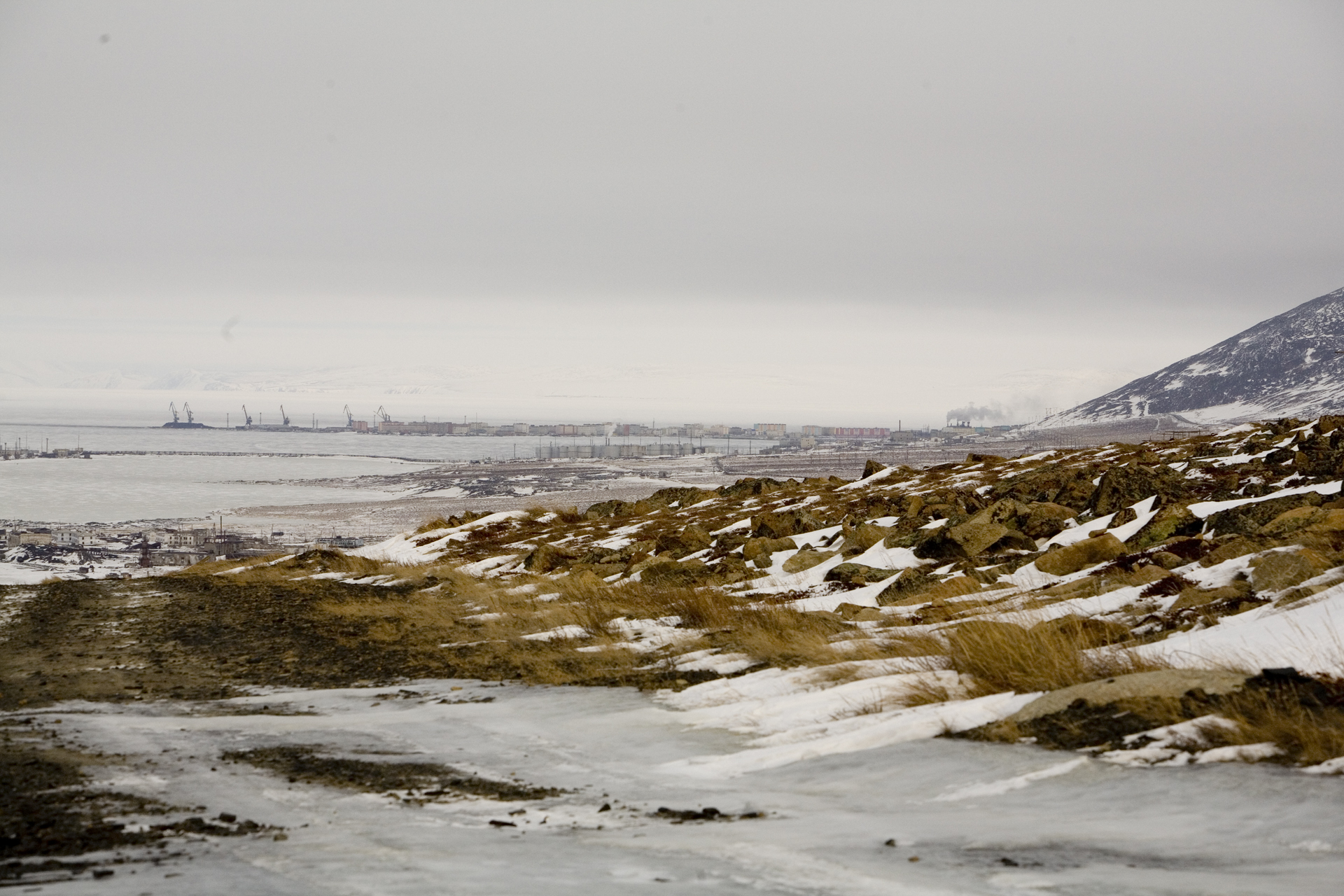
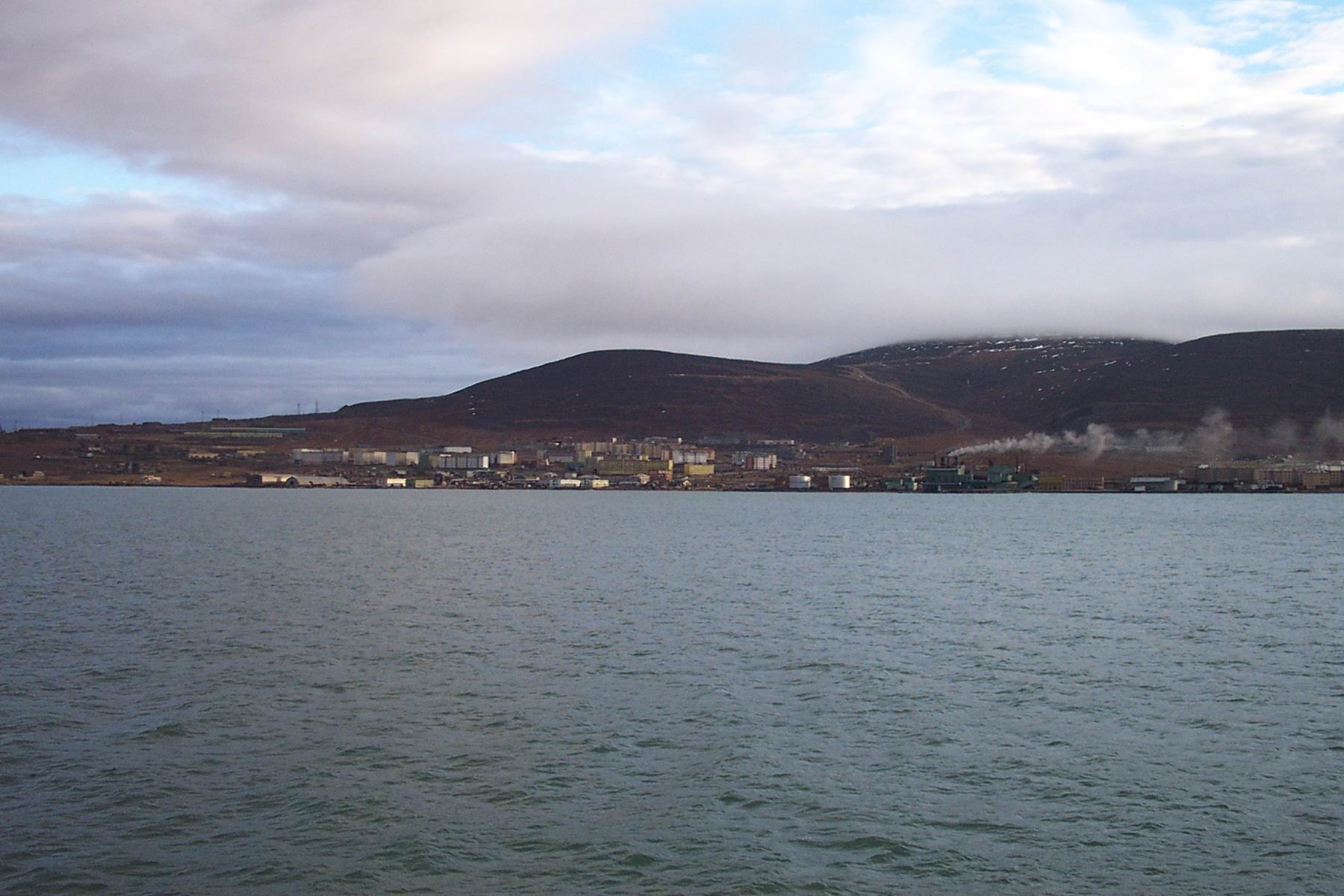
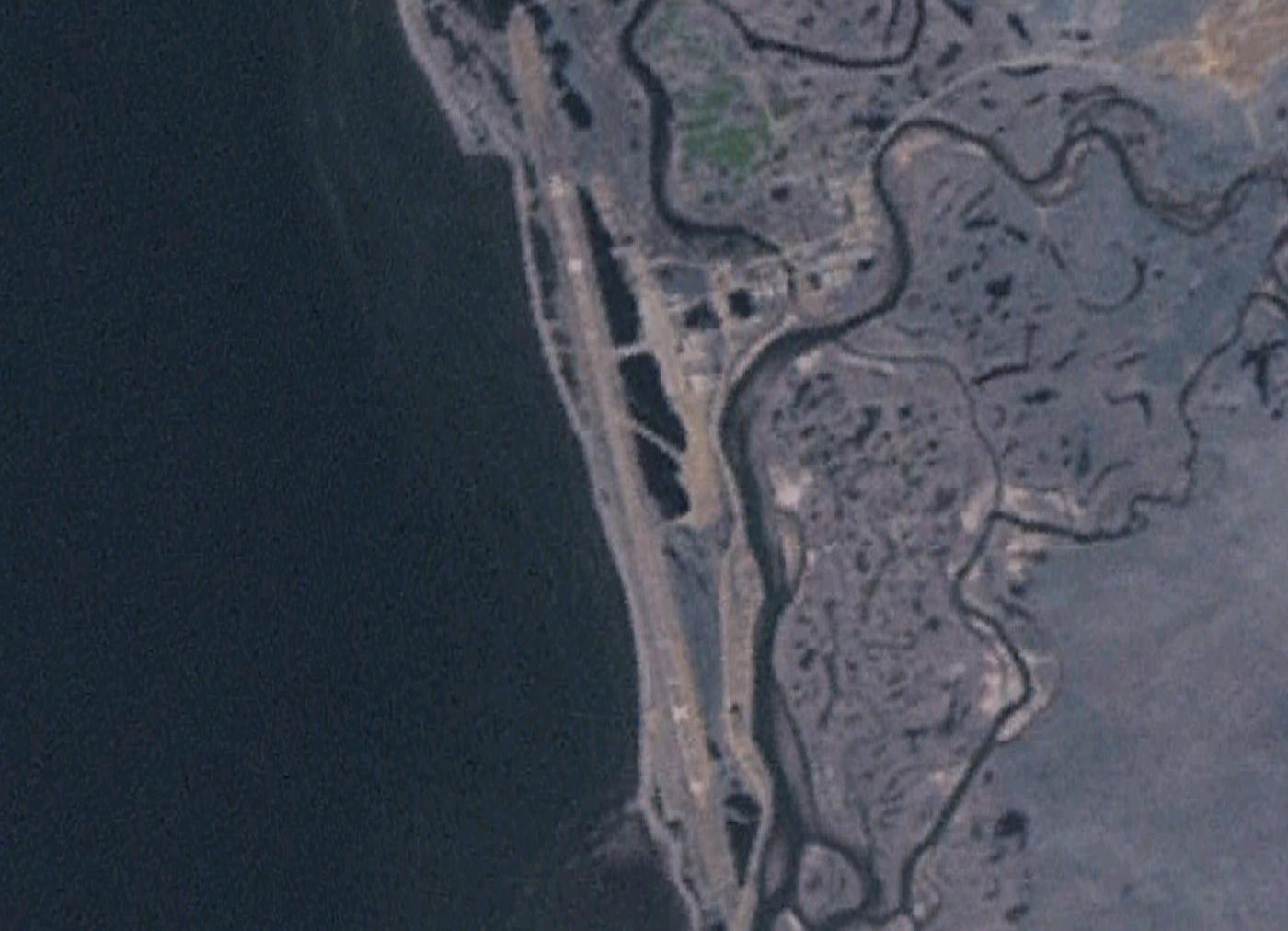